# Pseudoclanis diana
Pseudoclanis diana is een vlinder uit de familie van de pijlstaarten (Sphingidae). De wetenschappelijke naam van de soort werd in 1922 gepubliceerd door Bruno Gehlen.